# Sarajevski filmski festival
Sarajevski filmski festival (engl. Sarajevo Film Festival), jedan je od istaknutijih i većih filmskih festivala u jugoistočnoj Europi, i jedan je od većih filmskih festivala u Europi. Utemeljen je u Sarajevu 1995. godine, tijekom opsade Sarajeva, i svake godine dovodi poznate međunarodne i domaće osobe u Sarajevo. Održava se tijekom kolovoza i prikazuje raznovrsne dugometražne i kratke filmove iz cijeloga svijeta.

## Povijest
Prvi "Sarajevo Film Festival" održan je od 25. listopada do 5. studenog 1995. godine. U to vrijeme, opsada Sarajeva je još uvijek bila u tijeku i pretpostavljalo se da će posjet biti nizak. Međutim, iznenađujući broj od 15 000 ljudi došao je gledati filmove, kojih je bilo 37 iz 15 različitih država. Festival je naglo izrastao u jedan istaknuti filmski festival u jugoistočnoj Europi, te privlači više od 100 000 ljudi godišnje na sve programe i projekcije stotina filmova iz 60 zemalja.
Dio programa Sarajevo Film Festival se održava u Narodnom kazalištu ispred kojeg se nalazi Festivalski trg i crveni tepih, a ostali programi i projekcije se održavaju u otvorenom kinu Metalac, Bosanskom kulturnom centru, i drugih pet kina i lokacija diljem grada. Festival je ugostio poznate ličnosti kao što su: Robert De Niro, Angelina Jolie, Brad Pitt, Emile Hirsch, Orlando Bloom, Daniel Craig, Danny Glover, John Malkovich, Morgan Freeman, Oliver Stone, John Cleese, Steve Buscemi, Michael Fassbender, Jeremy Irons, Bono Vox, Nick Cave, Coolio, Stephen Frears, Mickey Rourke, Michael Moore, Gérard Depardieu, Darren Aronofsky, Sophie Okonedo, Gillian Anderson, Kevin Spacey, Eric Cantona, Benicio del Toro i mnogi drugi.
2001. godine, Europska filmska udruga uvrstila je Sarajevo Film Festival među jedanaest festivala koji nominiraju filmove za nagradu "Najbolji europski kratki film". Pobjednik Sarajevo Film Festivala iz 2001. godine, Ničija zemlja Danisa Tanovića, osvojio je Oscara u SAD-u. U 2004. godini, nagrada za najbolji film je dobila ima "Srce Sarajeva".
Počevši od 13. Sarajevo Film Festivala, 2007. godine, u suradnji s Berlinaleom i Berlinale Talent Campusom, Sarajevo Talent Campus je dodan u festivalski program. U 2014. godini, Sarajevo Talent Campus dobiva novi naziv i na 20. Sarajevo Film Festival dolazi pod imenom Talents Sarajevo. Talents Sarajevo je obrazovna platforma i mjesto susreta mladih filmskih profesionalaca u usponu i vremenom je postao najprestižniji filmski trening u regiji.
Festival također karakterizira CineLink, dugogodišnji program za razvoj projekata koji rezultira godišnjim koprodukcijskim marketom tijekom festivalskih dana. CineLink koprodukcijski market svake godine predstavi oko 10 najboljih regionalnih projekata za dugometražne filmove, također pruža posebnu priliku gostima festivala da se upoznaju s okupljenim iz regionalne industrije. Naglasak se stavlja na mlade filmaše, producente i redatelje koji predstavljaju svoje najnovije projekte, produkcije i radove u tijeku, te se regionalna produkcija predstavlja međunarodnim distributerima, TV-kupcima i ljudima koji prave festivalske programe, što CineLink stavlja među najvažnija međunarodna tržišta za nove prilike u jugoistočnoj Europi.
Prvo izdanje CineLinka, koji je bio dio 9. Sarajevo Film Festivala, je održano 2003. godine. Od 91 prijave iz cijelog regiona, tročlani žiri, Philippe Bober, Behrooz Hashemian i Čedomir Kolar, producenti čiji su filmovi osvojili nagrade na svim većim međunarodnim filmskim festivalima kao što su Cannes, Venecija, Rotterdam i Berlin, je izabrao 6 pobjednika, a pobjednici su bili: Gola koža (Ostavljeni) - Zlatko Topčić, Bosanski lonac - Vedran Fajković, Lagano - Nikola Mišić, Sasvim lično - Nedžad Begović, Ruže za Tosku - Branko Đurić, Simona Stražisar i Zadnji dan - Namik Kabil.

## Festivalski program i nagrade

### Program
- natjecateljsi program (igrani, kratki i dokumentarni)
- CineLink Industry Days
- Talents Sarajevo
- U fokusu
- Kinoscope
- Program Posvećeno
- Open Air
- Europski kratki
- Summer Screen
- Dječji program
- TeenArena
- Pretpremijere
- Operacija Kino
- Suočavanje s prošlošću
- Dan ljudskih prava
- Sarajevo Film Festiavl Partnert Presents (Doha Film Institute)
- BH film

### Nagrade
- Srce Sarajeva
- Srce Sarajeva za najbolji igrani film
- Specijalna nagrada žirija
- Srce Sarajeva za najboljeg glumca
- Srce Sarajeva za najbolju glumicu
- Srce Sarajeva za najbolji kratki film
- Srce Sarajeva za najbolji dokumentarni film
- Specijalna nagrada žirija za takmičarski program - dokumentarni film
- Počasno Srce Sarajeva

### Srce Sarajeva za TV serije
- Srce Sarajeva za najbolju dramsku seriju
- Srce Sarajeva za najbolju glumicu u dramskoj seriji
- Srce Sarajeva za najboljeg glumca u dramskoj seriji
- Srce Sarajeva za najbolju epizodu glumicu u dramskoj seriji
- Srce Sarajeva za najboljeg epizodnog glumca u dramskoj seriji
- Zvijezda u usponu u dramskoj seriji
- Srce Sarajeva za najbolji scenarij za epizodu u dramskoj seriji
- Srce Sarajeva za najbolju režiju epizode u dramskoj seriji
- Srce Sarajeva za najbolju komediju
- Srce Sarajeva za najbolju glavnu glumicu u humorističnoj seriji
- Srce Sarajeva za najboljeg glumca u humorističnoj seriji
- Srce Sarajeva za najbolju glumicu u dramskoj seriji
- Zvijezda u usponu u komediji
- Srce Sarajeva za najbolji scenarij za epizodu u humorističnoj seriji
- Srce Sarajeva za najbolju režiju za epizodu u humorističnoj seriji

## Talents Sarajevo
Talents Sarajevo je program utemeljen 2007. godine pod nazivom Sarajevo Talent Campus, u suradnji s Berlinskim međunarodnim filmskim festivalom i Berlinale Talent Campusom. Talents Sarajevo predstavlja obrazovnu platformu i mjesto spajanja novih filmskih talenata iz jugoistočne Europe (Azerbajdžan, Bosna i Hercegovina, Bugarska, Crna Gora, Grčka, Hrvatska, Kosovo, Mađarska, Makedonija, Moldavija, Rumunjska, Slovenija, Srbija i Turska). Svake godine, festival primi više od dvije stotine prijava i samo sedamdeset pažljivo odabranih kandidata dobiva priliku sudjelovati u sedmodnevnom treningu na čelu s nekim od najistaknutijih filmskih profesionalaca iz cijelog svijeta. Osim što mladi filmaši imaju priliku za obuku od strane profesionalaca, program ih informira o aktualnim trendovima, pitanjima u industriji i upoznaje ih s međunarodnom filmskom zajednicom.

## Galerija
- Festival, 2014. godina
- Minja Subota na festivalu, 20. aug 2014
- Sarajevo Film Festival 2014
- DokuKorner Sarajevo Film Festivala 2011
- Crveni tepih Sarajevo Film Festivala 2011 ispred Narodnog kazališta
- Charlie Kaufman na Sarajevo Film Festivalu 2008
- Charlie Kaufman na Sarajevo Film Festivalu 2008
- Juliette Binoche na Sarajevo Film Festivalu 2007
- Jasmila Žbanić, bosanskohercegovačka redateljica na Sarajevo Film Festivalu 2007
- Ulrich Seidl na Sarajevo Film Festivalu 2007
- Bela Tarr na Sarajevo Film Festivalu 2007 ("The Man from London")

## Vanjske poveznice
- Sarajevo Film Festival - Službene stranice
- IMDb: Sarajevo Film Festival - SFF na IMDb